# Малецкий, Владислав

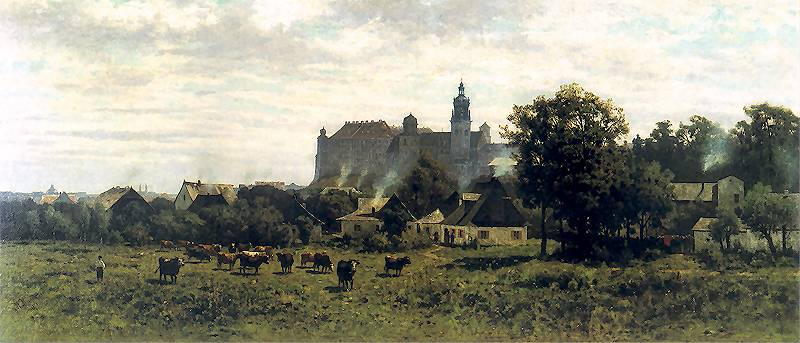
Вид Вавеля. 1873

Влади́слав Мале́цкий (пол. Władysław Malecki; 3 января 1836, Маслув, Келецкая губерния — 5 марта 1900, Шидловец) — польский художник-пейзажист.

## Биография
Родился в Маслуве в 1836 году в обедневшей дворянской семье. Его отец работал государственным служащим, подсчитывая доходы от ферм и промышленных предприятий. После рождения второго ребенка семья переехала в Сухеднюв. Учился живописи с 1852 по 1856 г. в Варшавской школе изящных искусств (теперь Академия изящных искусств (Варшава)). Ученик Христиана Бреслауэра. Он получил стипендию и смог учиться за границей. Сначала в Университете прикладного искусства в Вене, а в 1866 г. продолжил учебу в Мюнхенской академии живописи, где он учился у Эдуарда Шлейха. В 1880 году вернулся на родину.
Поселился в Шидловеце.
Жил, голодая, и умер в нужде.

## Творчество
В творчестве В. Малецкого ощутимо влияние польского художника-реалиста Юзефа Брандта.
Автор пейзажей Баварии, Тироля, Альпийских гор и родных ему польских земель.
Писал также сцены январского восстания 1863 г., жанровые полотна, натюрморты.

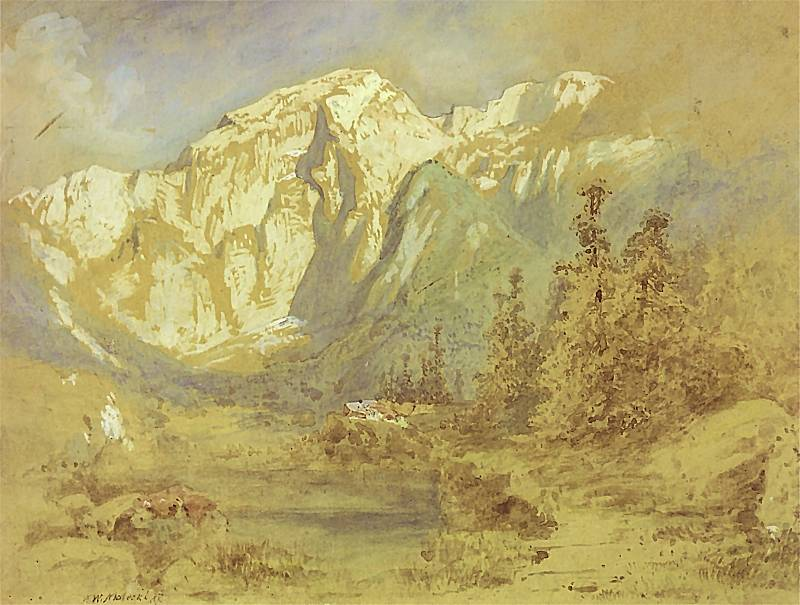
Альпийский пейзаж
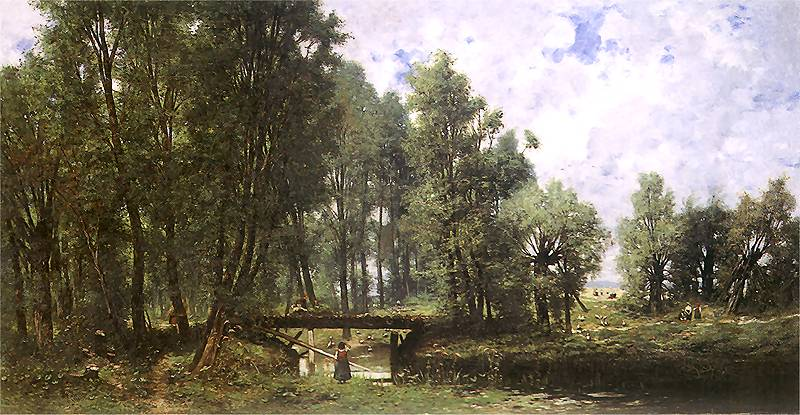
Лесной пейзаж
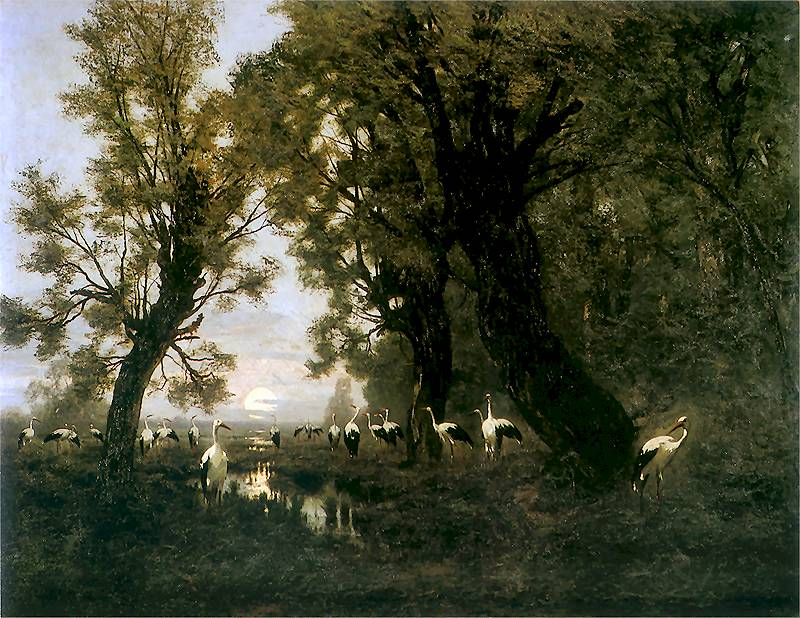
Аисты прилетели
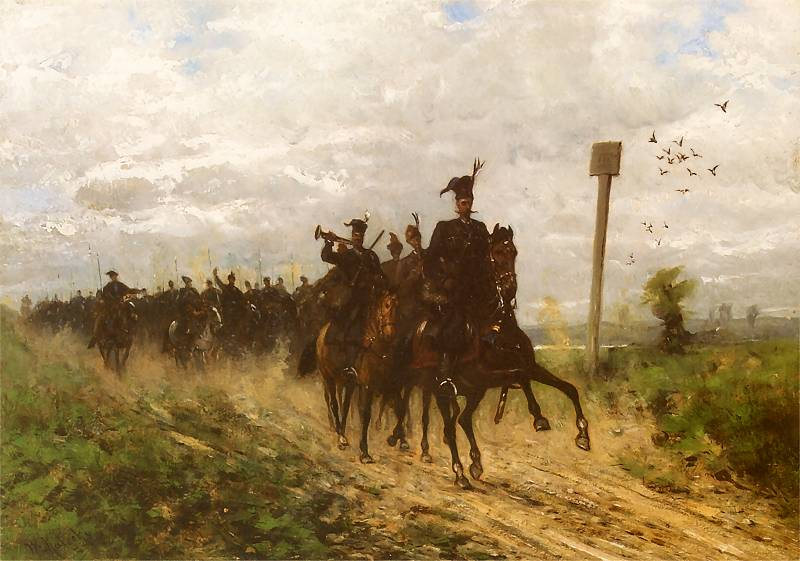
Поход казаков
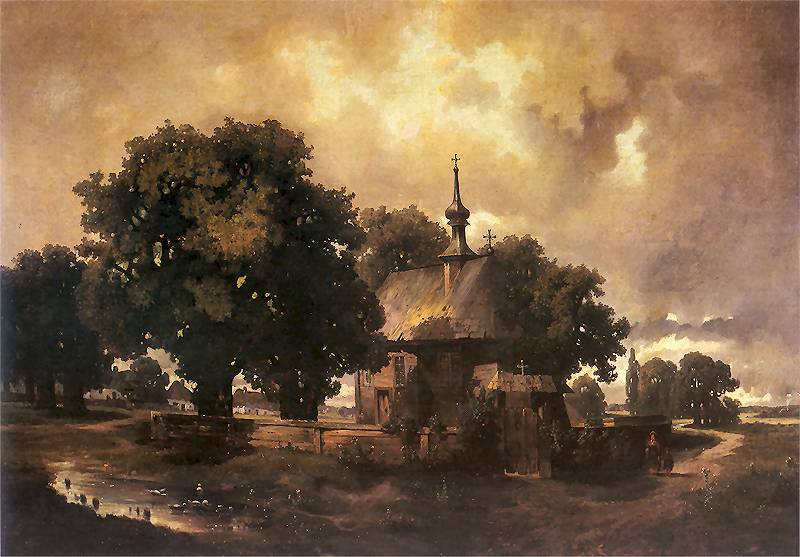
Пейзаж с костелом